# Вранино
Вранино (болг. Вранино) — село в Болгарии. Находится в Добричской области, входит в общину Каварна. Население составляет 275 человек.

## Политическая ситуация
В местном кметстве Вранино, в состав которого входит Вранино, должность кмета (старосты) исполняет Димитр  Христов Калинков (Болгарская социалистическая партия (БСП)) по результатам выборов.
Кмет (мэр) общины Каварна —  Цонко Здравков Цонев (независимый) по результатам выборов.